# Leichtathletik-Europameisterschaften 1958/5000 m der Männer

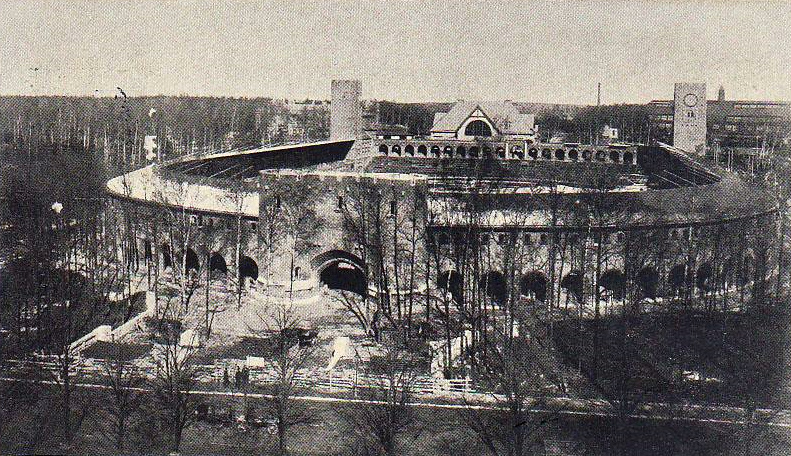
Ansichtskarte des Stockholmer Olympiastadions aus dem Jahr 1912

Der 5000-Meter-Lauf der Männer bei den Leichtathletik-Europameisterschaften 1958 wurde am 21. und 23. August 1958 im Stockholmer Olympiastadion ausgetragen.
In dieser Disziplin gab es einen Doppelsieg für Polen. Europameister wurde Zdzisław Krzyszkowiak, der nach seinem Titelgewinn über 10.000 Meter vier Tage zuvor seine zweite Goldmedaille bei diesen Meisterschaften errang. Auf den zweiten Platz kam Kazimierz Zimny. Bronze ging an den Briten Gordon Pirie.

## Rekorde

### Bestehende Rekorde
| Weltrekord           | 13:35,0 min | Wladimir Kuz | Rom, Italien     | 13. Oktober 1957 |
| Europarekord         | 13:35,0 min | Wladimir Kuz | Rom, Italien     | 13. Oktober 1957 |
| Meisterschaftsrekord | 13:56,6 min | Wladimir Kuz | EM Bern, Schweiz | 29. August 1954  |

### Rekordverbesserungen
Der bestehende EM-Rekord wurde verbessert und darüber hinaus gab es drei neue Landesrekorde.
- Meisterschaftsrekord:
  - 13:53,4 min – Zdzisław Krzyszkowiak (Polen), Finale am 23. August
- Landesrekorde:
  - 14:05,8 min – Michel Bernard (Frankreich), erster Vorlauf am 21. August
  - 14:14,8 min – Albert Messitt (Irland), erster Vorlauf am 21. August
  - 14:18,0 min – Manuel Alonso (Spanien), zweiter Vorlauf am 21. August

## Vorrunde
21. August 1958, 17.00 Uhr

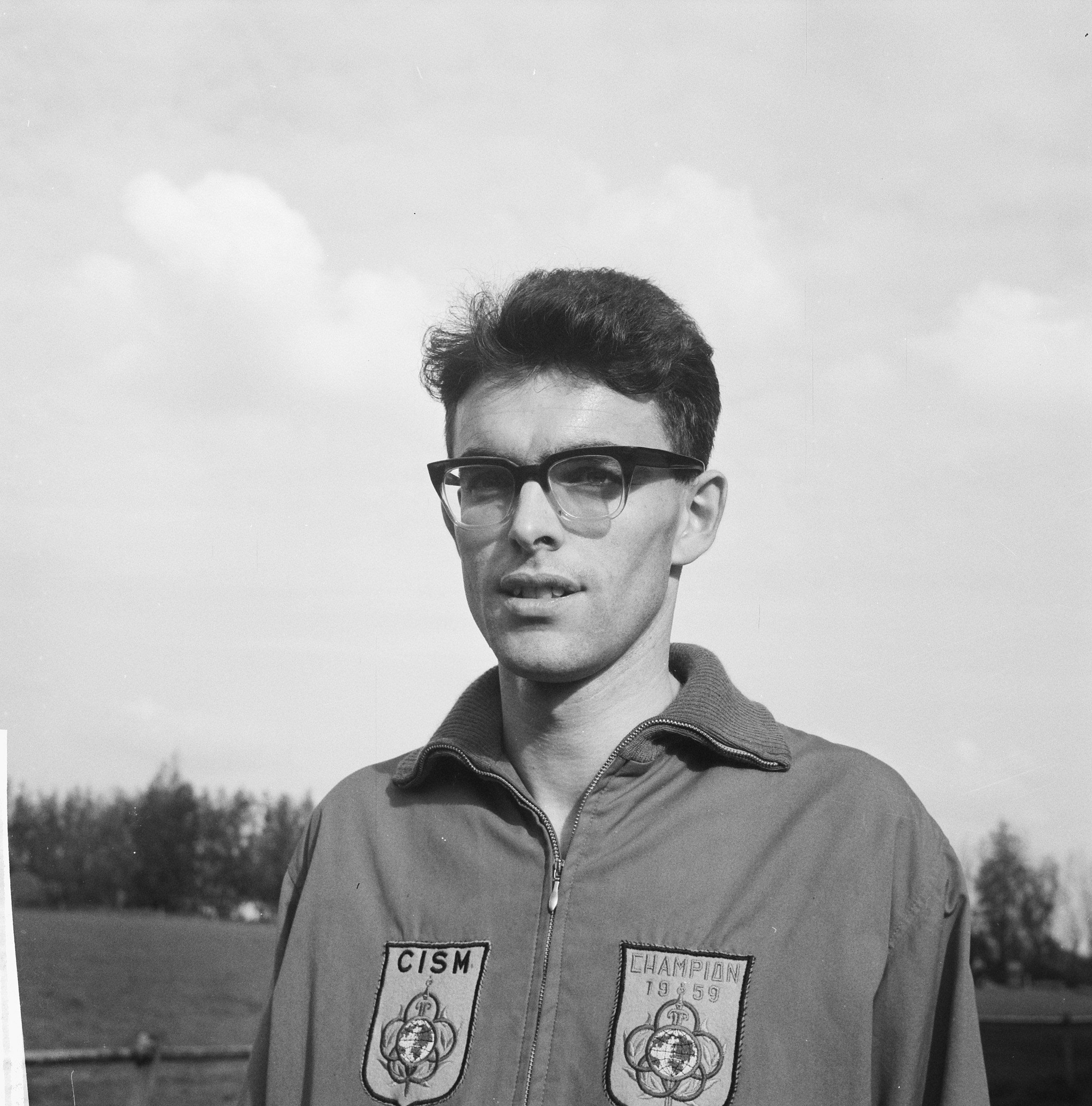
Hein Cujé schied als Achter des ersten Vorlaufs aus

Die Vorrunde wurde in zwei Läufen durchgeführt. Die ersten sechs Athleten pro Lauf – hellblau unterlegt – qualifizierten sich für das zwei Tage später ausgetragene Finale.

### Vorlauf 1
| Platz | Name                | Nation         | Zeit (min) |
| ----- | ------------------- | -------------- | ---------- |
| 1     | Sándor Iharos       | Ungarn         | 14:05,6    |
| 2     | Michel Bernard      | Frankreich     | 14:05,8 NR |
| 3     | Kazimierz Zimny     | Polen          | 14:08,0    |
| 4     | Gordon Pirie        | Großbritannien | 14:08,4    |
| 5     | Ludwig Müller       | Deutschland    | 14:08,8    |
| 6     | Hubert Pärnäkiwi    | Sowjetunion    | 14:09,0    |
| 7     | Eero Tuomaala       | Finnland       | 14:10,8    |
| 8     | Hein Cujé           | Niederlande    | 14:12,8    |
| 9     | Albert Messitt      | Irland         | 14:14,8 NR |
| 10    | Marcel Vandewattyne | Belgien        | 14:18,2    |
| 11    | Sven Lundgren       | Schweden       | 14:27,6    |
| 12    | Thyge Thøgersen     | Dänemark       | 14:29,0    |
| 13    | Christos Chiotis    | Griechenland   | 14:33,6    |
| 14    | José Molina         | Spanien        | 14:57,8    |

### Vorlauf 2

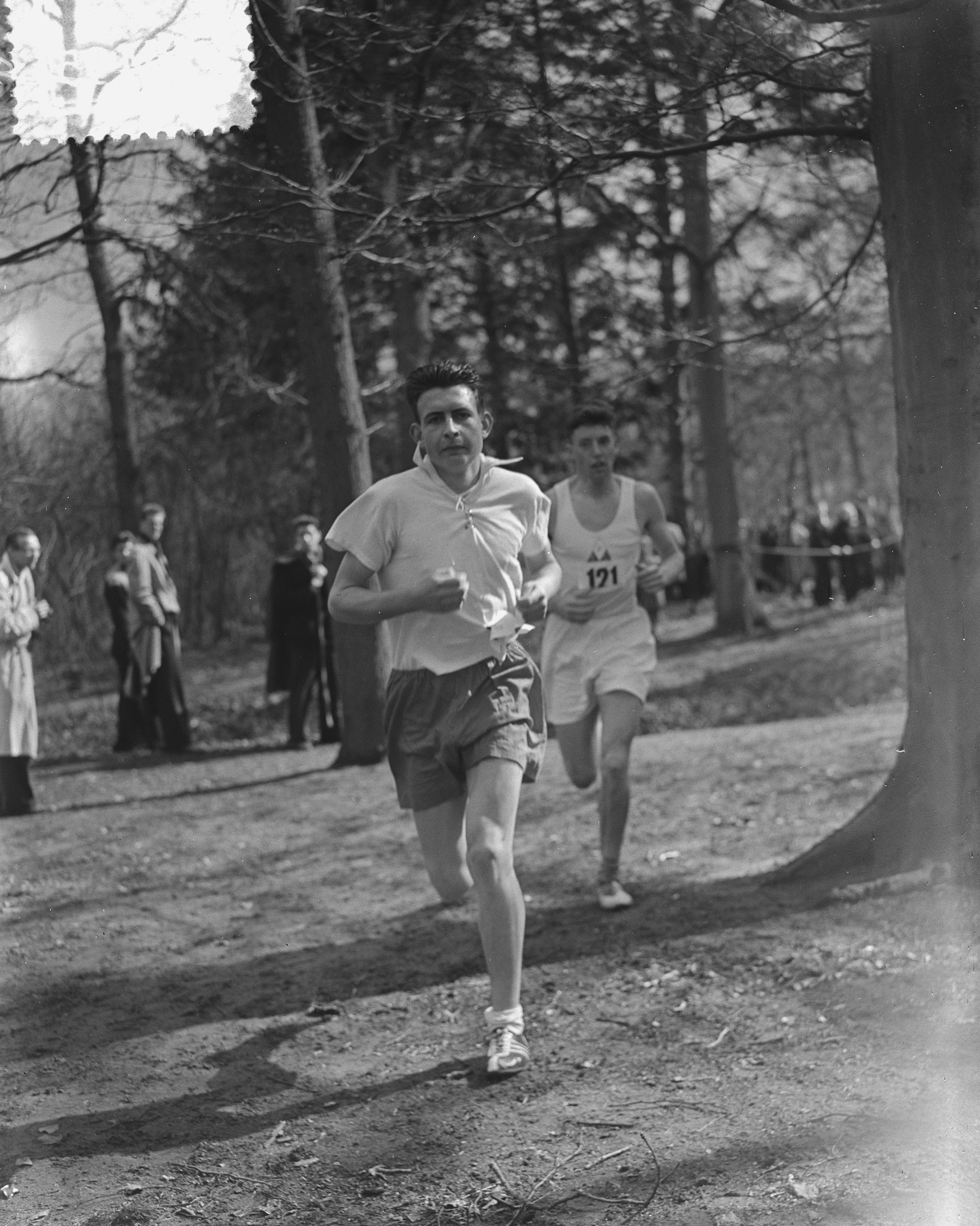
Für Joep Delnoye (hier als Führender bei einem Waldlauf) reichte es nach seinem zehnten Platz im zweiten Vorlauf nicht zur Finalteilnahme
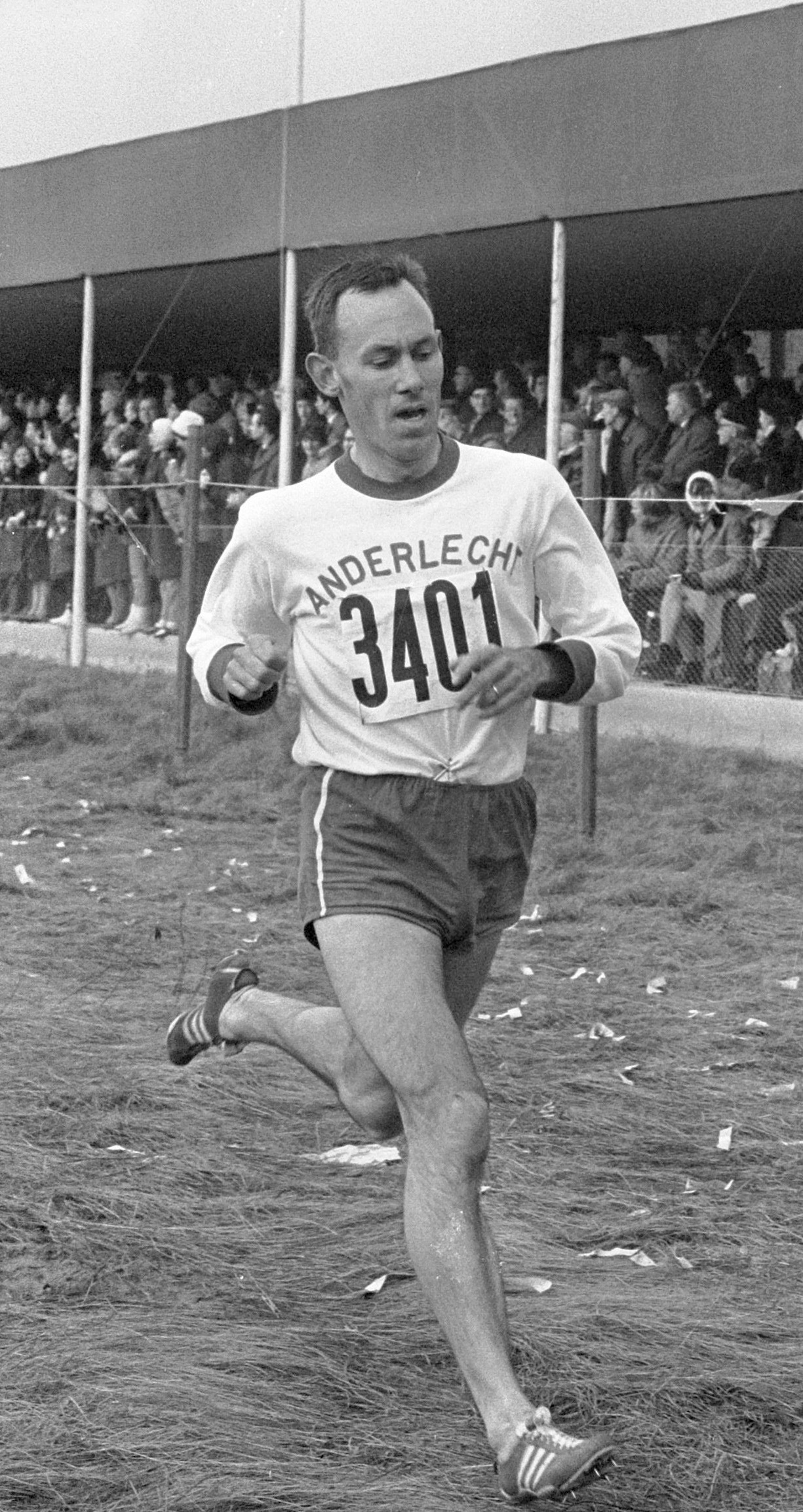
Eugène Allonsius wurde Elfter im zweiten Vorlauf und schied damit aus

| Platz | Name                  | Nation           | Zeit (min) |
| ----- | --------------------- | ---------------- | ---------- |
| 1     | Alexander Artynjuk    | Sowjetunion      | 14:06,8    |
| 2     | Peter Clark           | Großbritannien   | 14:09,6    |
| 3     | Miklós Szabó          | Ungarn           | 14:12,2    |
| 4     | Zdzisław Krzyszkowiak | Polen            | 14:12,4    |
| 5     | Miroslav Jurek        | Tschechoslowakei | 14:12,4    |
| 6     | Friedrich Janke       | Deutschland      | 14:12,4    |
| 7     | Jorma Kakko           | Finnland         | 14:16,4    |
| 8     | Maurice Chiclet       | Frankreich       | 14:17,0    |
| 9     | Manuel Alonso         | Spanien          | 14:18,0 NR |
| 10    | Joep Delnoye          | Niederlande      | 14:18,4    |
| 11    | Eugène Allonsius      | Belgien          | 14:24,2    |

## Finale
23. August 1958, 18.20 Uhr
| Platz | Name                  | Nation           | Zeit (min) |
| ----- | --------------------- | ---------------- | ---------- |
| 1     | Zdzisław Krzyszkowiak | Polen            | 13:53,4 CR |
| 2     | Kazimierz Zimny       | Polen            | 13:55,2    |
| 3     | Gordon Pirie          | Großbritannien   | 14:01,6    |
| 4     | Peter Clark           | Großbritannien   | 14:03,8    |
| 5     | Alexander Artynjuk    | Sowjetunion      | 14:05,6    |
| 6     | Sándor Iharos         | Ungarn           | 14:07,2    |
| 7     | Miroslav Jurek        | Tschechoslowakei | 14:12,0    |
| 8     | Friedrich Janke       | Deutschland      | 14:17,0    |
| 9     | Michel Bernard        | Frankreich       | 14:18,4    |
| 10    | Miklós Szabó          | Ungarn           | 14:29,4    |
| 11    | Hubert Pärnäkiwi      | Sowjetunion      | 14:34,8    |
| 12    | Ludwig Müller         | Deutschland      | 14:34,8    |

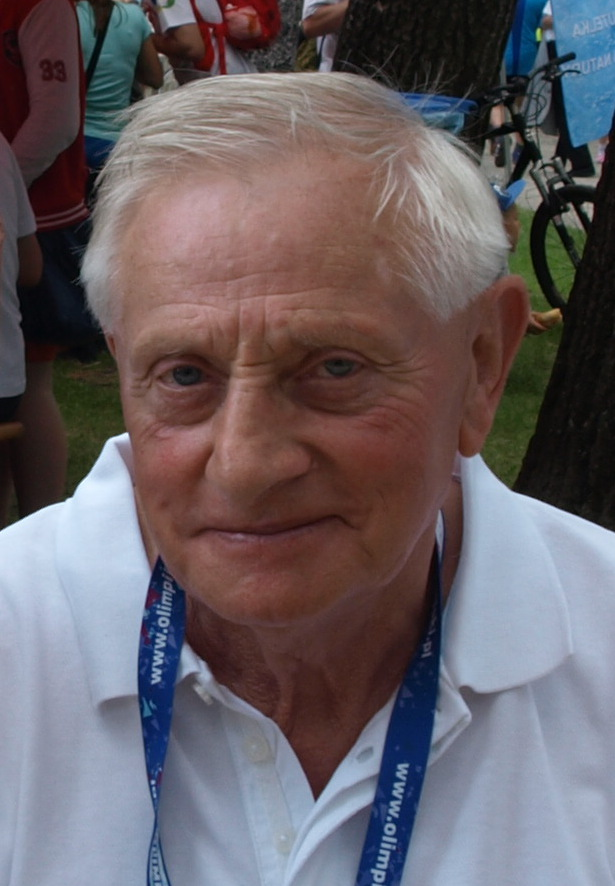
Vizeeuropameister Kazimierz Zimny in einer Aufnahme von 2013

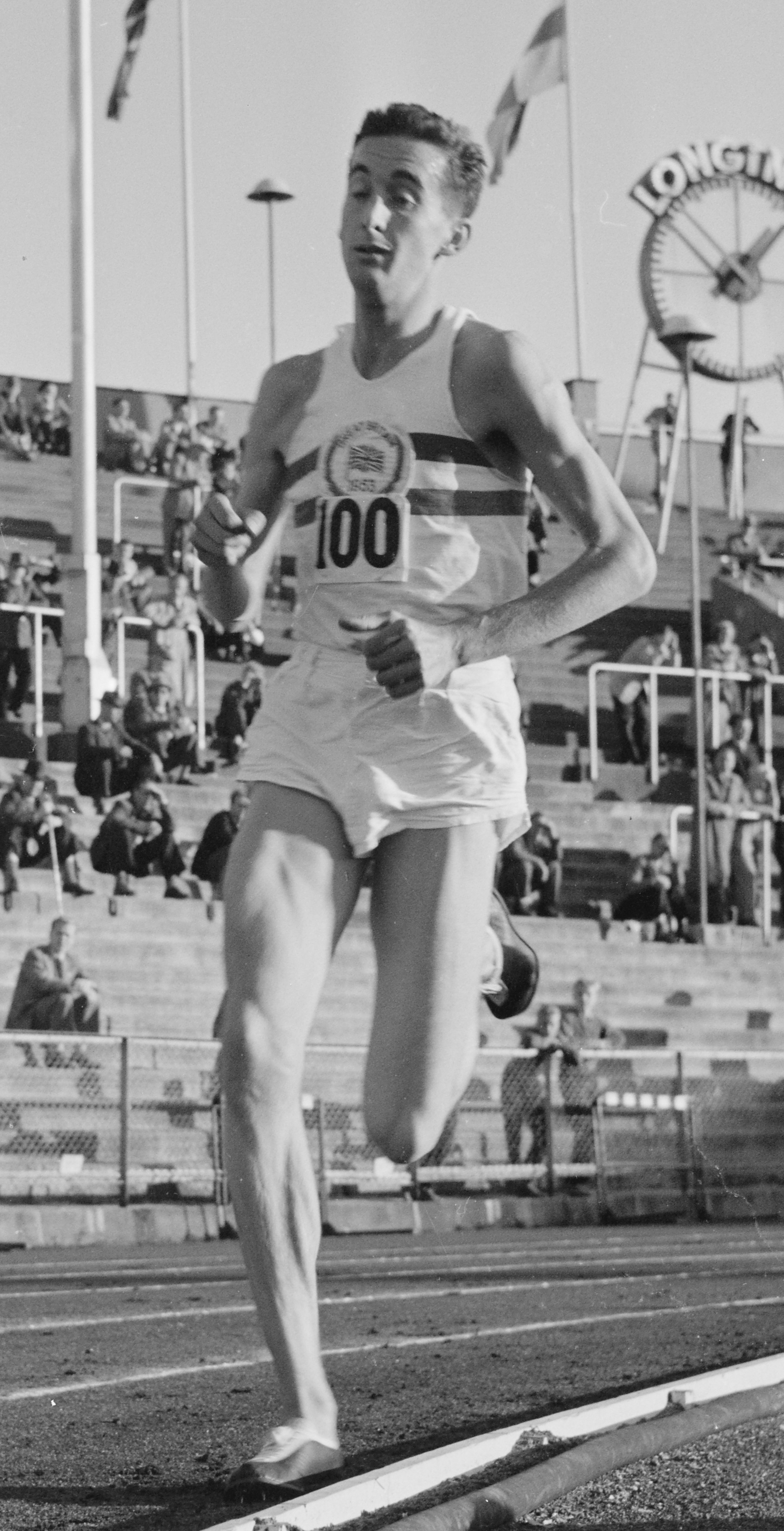
Der Olympiazweite von 1956 Gordon Pirie gewann die Bronzemedaille
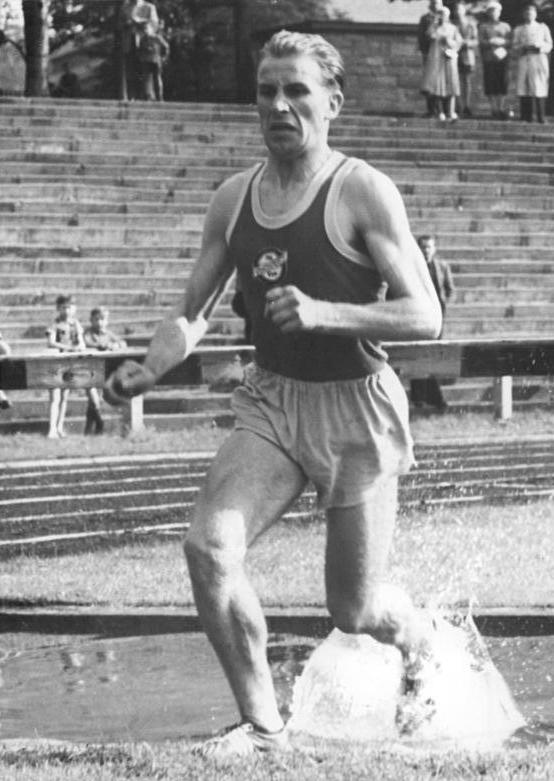
Friedrich Janke (hier bei einem Hindernisrennen) kam auf den achten Platz
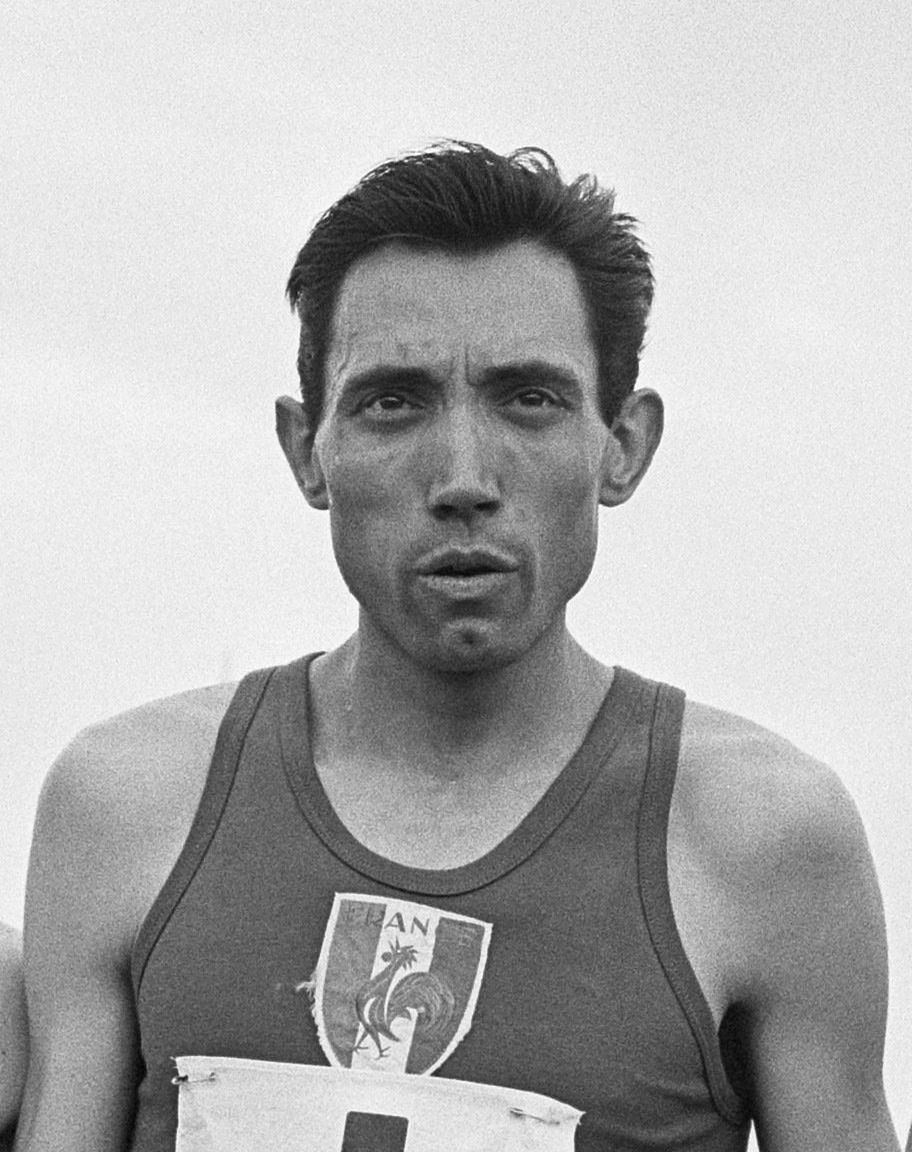
Michel Bernard belegte Rang neun